# Subocka
Subocka is een plaats in de gemeente Lipik in de Kroatische provincie Požega-Slavonië. De plaats telt 35 inwoners (2001).